# Francavilla in Sinni
Francavilla in Sinni é uma comuna italiana da região da Basilicata, província de Potenza, com cerca de 4.184 habitantes. Estende-se por uma área de 48 km², tendo uma densidade populacional de 87 hab/km². Faz fronteira com Chiaromonte, Fardella, San Costantino Albanese, San Severino Lucano, Terranova di Pollino.

## Demografia
| Variação demográfica do município entre 1861 e 2011                               |
|                                                                                   |
| Fonte: Istituto Nazionale di Statistica (ISTAT) - Elaboração gráfica da Wikipedia |